# Standfussiana
Standfussiana là một chi bướm đêm thuộc họ Noctuidae.

## Các loài
- Standfussiana dalmata (Staudinger, 1901)
- Standfussiana defessa (Lederer, 1858)
- Standfussiana insulicola (Turati, 1919)
- Standfussiana lucernea (Linnaeus, 1758)
- Standfussiana nictymera (Boisduval, [1837])
- Standfussiana sturanyi (Rebel, 1906)
- Standfussiana wiskotti (Standfuss, 1888)